# Tritojesaja
| Das Jesajabuch | Das Jesajabuch |
| Die drei Teile | Kapitel        |
| -------------- | -------------- |
| Protojesaja    | 1–39           |
| Deuterojesaja  | 40–55          |
| Tritojesaja    | 56–66          |

Mit Tritojesaja (griechisch: „dritter Jesaja“) bezeichnet die bibelwissenschaftliche Forschung die Kapitel 56 bis 66 des Buchs Jesaja im Tanach und ihre Verfasser.
Die heutige historisch-kritische Forschung geht davon aus, dass das Buch Jesaja literarisch nicht einheitlich ist, sondern im Lauf der Jahrhunderte gewachsen ist. Die Kapitel 56 bis 66 wurden dabei nach Bernhard Duhm seit 1892 als Werk eines anonymen Propheten in frühnachexilischer, persischer Zeit angesehen, der dann ein Zeitgenosse des Propheten Maleachi gewesen wäre. Heute nimmt man eher an, es handle sich um eine Sammlung von Worten verschiedener Propheten.
Zentral für die Botschaft Tritojesajas ist die Frage nach der Zukunft Jerusalems, auffällig die Personifikation der Stadt als Tochter Zion in den Heilsverheißungen. Zeitlich ist seine Prophetie nach der Heimkehr des Volkes Israel aus dem Babylonischen Exil und dem Neubau des Jerusalemer Tempel anzusetzen, also etwa zwischen 521 und 510 v. Chr.